# Дрез (коммуна)
Дрез (фр. Draize) — коммуна во Франции, находится в регионе Шампань — Арденны. Департамент — Арденны. Входит в состав кантона Шомон-Порсьен. Округ коммуны — Ретель.
Код INSEE коммуны — 08146.
Коммуна расположена приблизительно в 170 км к северо-востоку от Парижа, в 80 км севернее Шалон-ан-Шампани, в 31 км к юго-западу от Шарлевиль-Мезьера.

## Население
Население коммуны на 2008 год составляло 102 человека.
| 1962 | 1968 | 1975 | 1982 | 1990 | 1999 | 2008 |
| ---- | ---- | ---- | ---- | ---- | ---- | ---- |
| 144  | 149  | 115  | 118  | 117  | 100  | 102  |

## Администрация
| Период | Период | Фамилия       | Партия | Должность |
| ------ | ------ | ------------- | ------ | --------- |
| 2001   | 2008   | Луи Маркиньи  |        |           |
| 2008   |        | Маринет Мансо |        |           |

## Экономика
В 2007 году среди 60 человек в трудоспособном возрасте (15—64 лет) 44 были экономически активными, 16 — неактивными (показатель активности — 73,3 %, в 1999 году было 73,7 %). Из 44 активных работали 37 человек (22 мужчины и 15 женщин), безработных было 7 (3 мужчин и 4 женщины). Среди 16 неактивных 1 человек был учеником или студентом, 4 — пенсионерами, 11 были неактивными по другим причинам.

## Фотогалерея

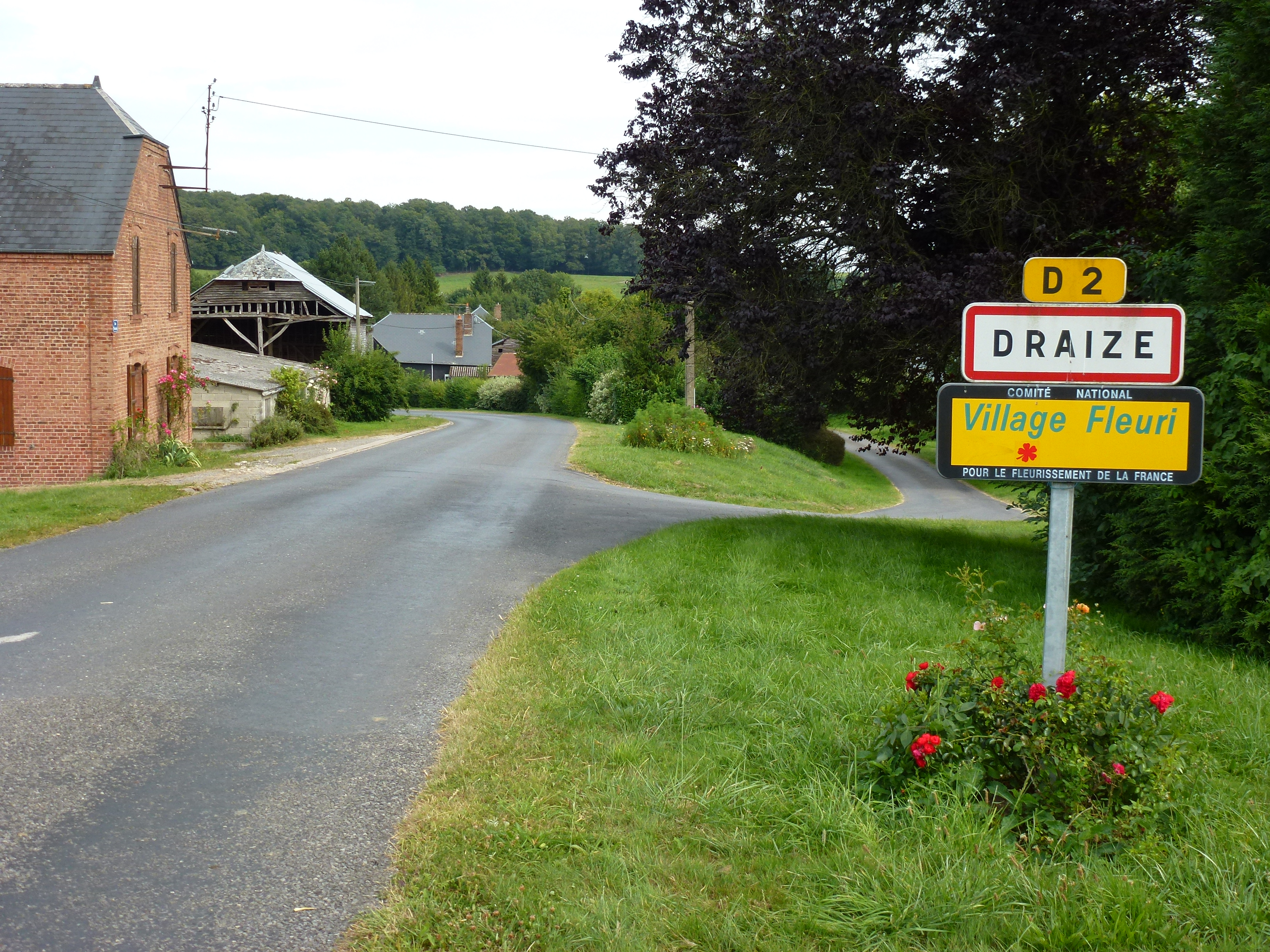
Въезд в Дрез
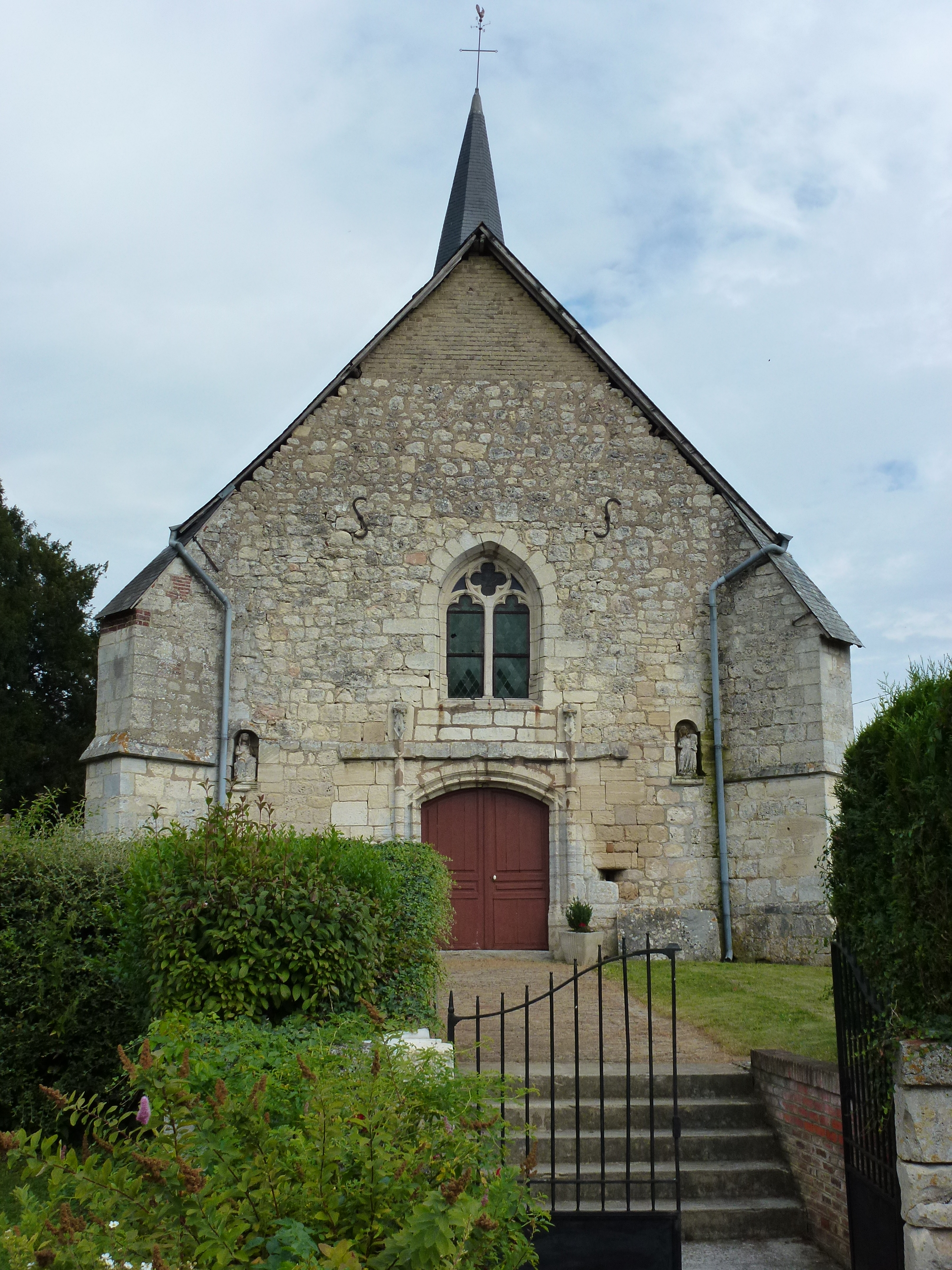
Церковь Св. Анны
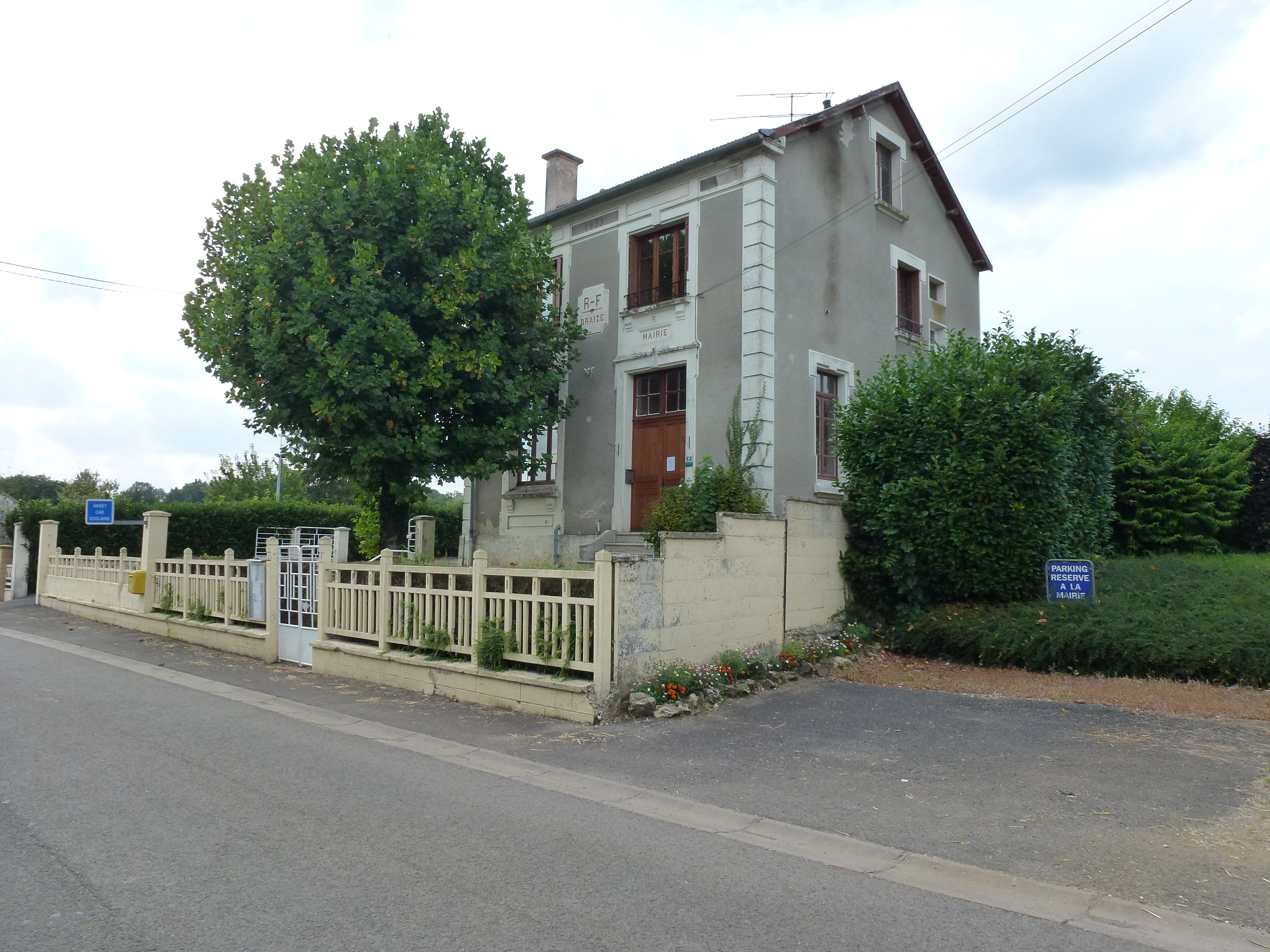
Мэрия
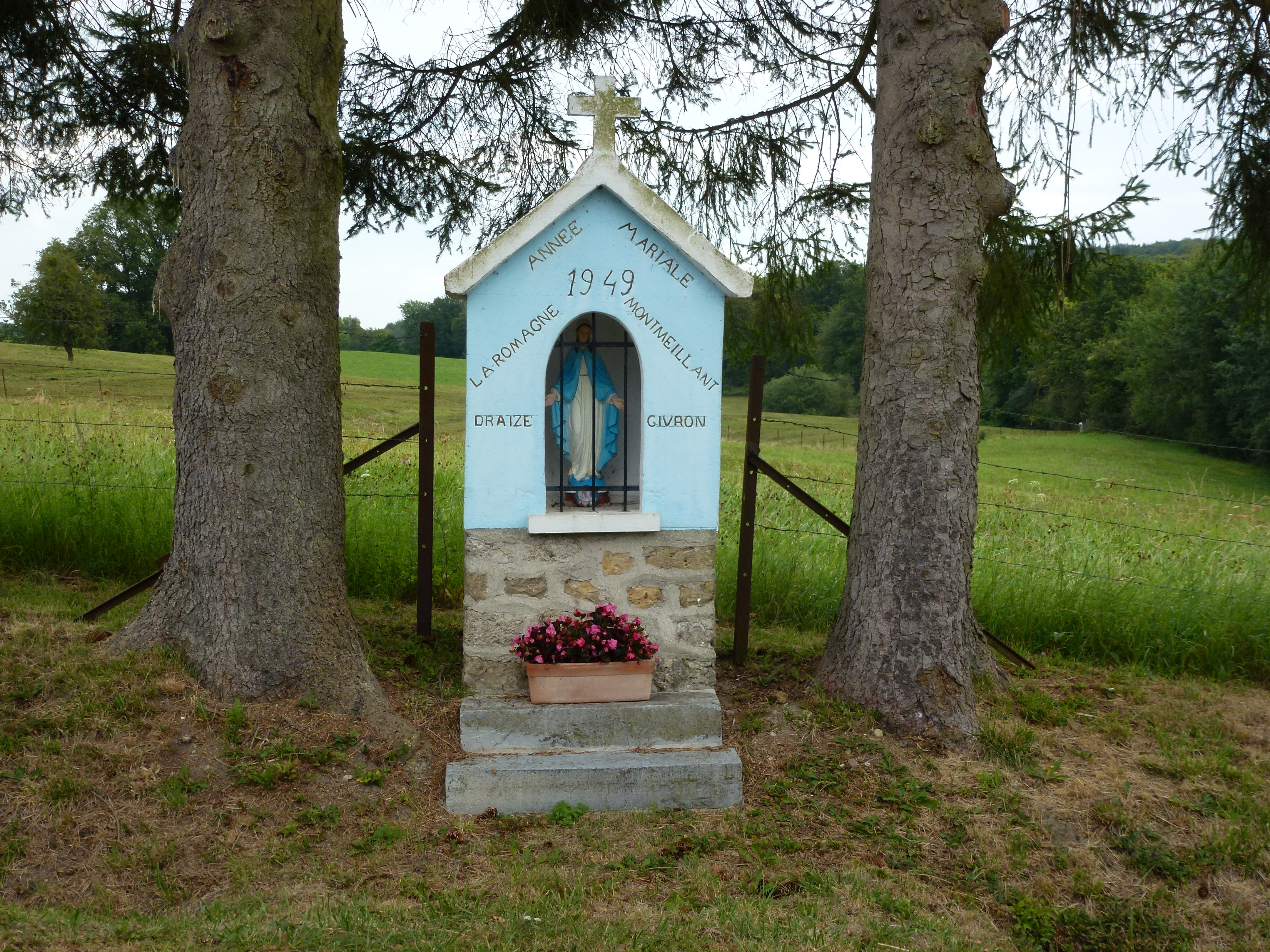
Часовня-ораторий